# Linda Richards
Pour les articles homonymes, voir Richards.
Linda Richards (27 juillet 1841 - 16 avril 1930) fut la première infirmière formée de manière professionnelle aux États-Unis. Elle a mis en place des programmes de formation d'infirmière aux États-Unis et au Japon et a créé le premier système de conservation de dossiers médicaux individuels pour les patients hospitalisés.

## Jeunesse
Linda Richards est née Malinda Ann Judson Richards le 27 juillet 1841 à West Potsdam, dans l'État de New York. Elle était la plus jeune des trois filles de Betsy Sinclair Richards et de Sanford Richards, un prédicateur, qui a baptisé sa fille du nom de la missionnaire Ann Hasseltine Judson, dans l’espoir qu'elle suive ses traces.
En 1845, elle déménagea avec sa famille dans le Wisconsin, où les Richards possédaient des terres. Cependant, son père décéda de la tuberculose quelques semaines seulement après leur arrivée sur place, et la famille dut rentrer rapidement chez ses grands-parents à Newbury, dans le Vermont. Ils achetèrent une petite ferme juste à l'extérieur de la ville et s'y installèrent. Betsy Sinclair Richards contracta également la tuberculose, Linda Richards soignera sa mère jusqu'à sa mort, à la suite de la maladie en 1854.

## Éducation
Son expérience auprès de sa mère mourante malade a éveillé l'intérêt de Richards pour les soins. Pour autant, en 1856, à l'âge de quinze ans, Richards entra à la St. Johnsbury Academy pendant un an pour devenir enseignante, et elle enseigna pendant plusieurs années, mais elle ne fut jamais vraiment heureuse dans cette profession. En 1860, Richards rencontra George Poole, avec qui elle se fiança. Peu de temps après leurs fiançailles, Poole rejoint les Green Mountain Boys et quitte la maison pour se battre dans la guerre de sécession. Il fut gravement blessé en 1865. Richards prendra soin de lui de son retour de la guerre, jusqu'à sa mort en 1869[réf. nécessaire].
Suivant ses pertes personnelles, elle déménagea à Boston, dans le Massachusetts, afin de devenir infirmière. Son premier emploi a été à l'hôpital de la ville de Boston (en), où elle ne reçu presque aucune formation et a été soumise à une surcharge de travail. Elle a quitté cet hôpital au bout de trois mois seulement, mais ses expériences ne l'ont nullement découragée. En 1872, Linda Richards devint la première étudiante à s'inscrire à la première classe de cinq infirmières de la première école d'infirmières des États-Unis. Dr Susan Dimock, de la New England Hospital (en), à Boston, dirigea cette école pionnière.
Linda décrit sa formation d'infirmière ainsi : "Nous nous sommes levées à 5h30 et avons quitté les salles à 21 heures pour aller nous installer dans nos lits situés dans de petites pièces entre les quartiers. Chaque infirmière prenait soin de son unité de six patients, jour et nuit. À plusieurs reprises je me suis levée neuf fois dans la nuit ; souvent, je ne m'endormais pas avant le prochain appel. Nous n'avions pas de soirées dehors ni d'heures consacrées à l'étude ou aux loisirs. Toutes les deux semaines, nous étions en congé un après-midi de 14 à 17 heures. Aucune allocation mensuelle n'a été donnée pour trois mois." 

## Carrière
Après avoir obtenu son diplôme un an plus tard, elle déménagea à New York, où elle fut embauchée comme surveillante de nuit au centre hospitalier Bellevue. Tout en travaillant là-bas, elle créa un système de conservation des dossiers individuels pour chaque patient, qui devait être largement adopté aux États-Unis et au Royaume-Uni. Consciente du peu qu’elle connaissait alors en tant qu'infirmière, Linda a commencé sa quête pour acquérir plus de connaissances, puis la transmettre à d’autres en établissant des écoles de formation des infirmières de haute qualité.
De retour à Boston en 1874, elle fut nommée directrice de la Boston Training School pour infirmières. Bien que le programme de formation de l'école ne soit âgé que d'un an à l'époque, il était menacé de fermeture en raison d'une mauvaise gestion. Cependant, Richards améliora le programme à un point tel qu'il a rapidement été considéré comme l'un des meilleurs du genre au pays.[réf. nécessaire]
Dans le but d'améliorer ses compétences, Richards suivit un programme intensif de formation d'infirmière d'une durée de sept mois en Angleterre en 1877. Elle suivit une formation auprès de Florence Nightingale (qui a mis en place une école de formation (en) d'infirmières) et a été résidente à l'hôpital St Thomas et au King's College Hospital (en) de Londres, ainsi qu'à l'infirmerie royale d'Edimbourg (en). À son retour aux États-Unis avec les vœux les plus chaleureux de Nightingale, Richards a été l'une des premières à fonder et à superviser la création d'écoles de formation d'infirmières à travers le pays.

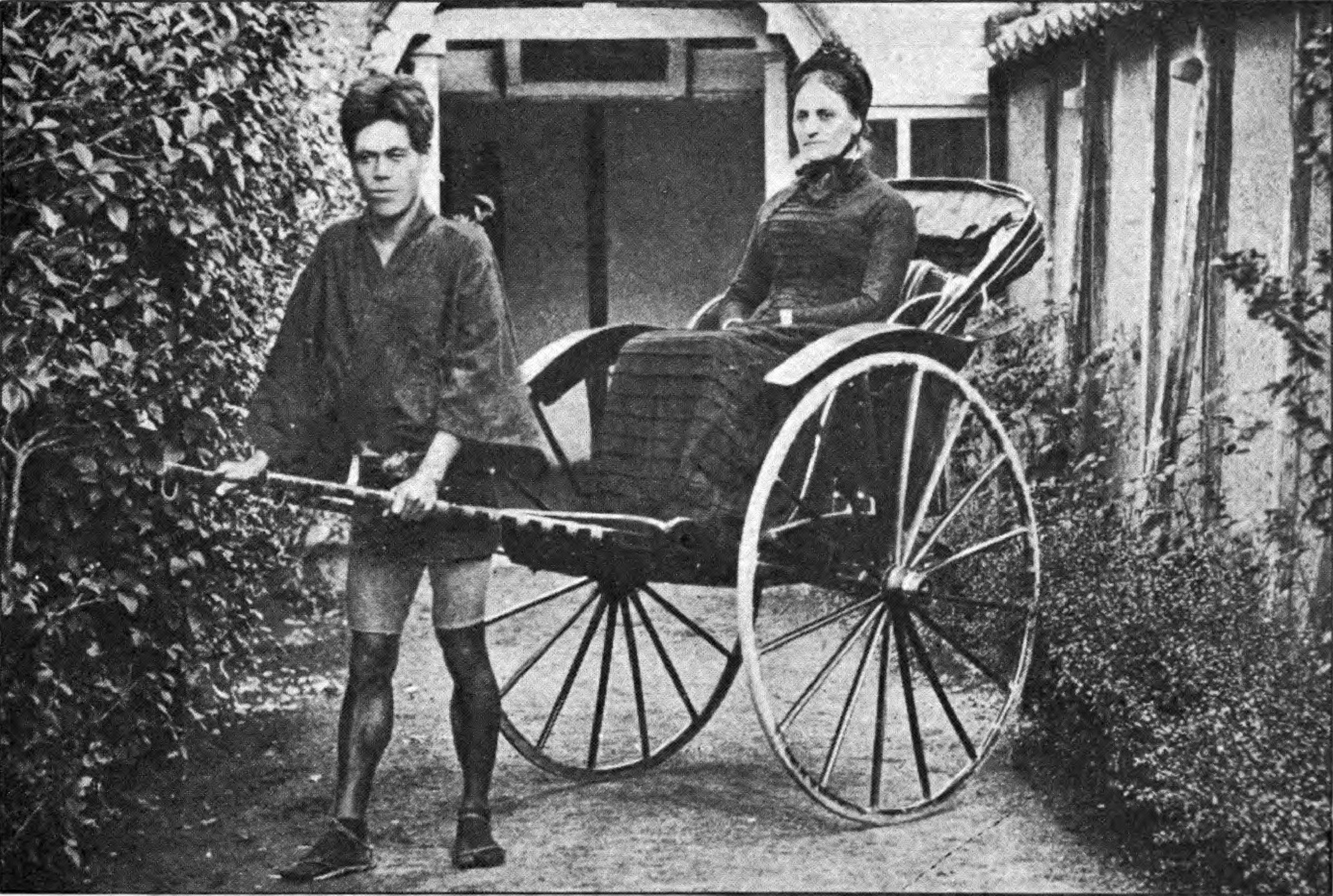
Linda Richards au Japon.

En 1885, elle participa à l'établissement du premier programme de formation d'infirmières au Japon. Elle supervisa l'école de l'hôpital Doshisha à Kyoto pendant cinq ans. À son retour aux États-Unis en 1890, elle travailla comme infirmière pendant vingt ans tout en aidant à créer des institutions spécialisées pour les personnes souffrant de maladie mentale. Elle a été élue première présidente de l'American Society of Surintendents of Training Schools et a dirigé la Philadelphia Visiting Nurses Society. Elle prit sa retraite en 1911, à l'âge de soixante-dix ans.
Elle a écrit un livre sur ses expériences, Reminiscences of Linda Richards (1911), qui a été republiée en 2006 sous le titre de America's First Trained Nurse (première infirmière américaine formée). Richards subit un grave accident vasculaire cérébral en 1923 et fut hospitalisé jusqu'à sa mort, le 16 avril 1930. Richards a été intronisée au National Women's Hall of Fame en 1994. Elle est mentionnée dans le Boston Women's Heritage Trail (en), en lien avec le Massachusetts General Hospital.